# セントジョン郡 (ニューブランズウィック州)
セントジョン郡（セントジョンぐん、英語：Saint John County、仏語：Comté de Saint-Jean）は、カナダのニューブランズウィック州南部に位置する郡。セントジョンが郡の中心である。それ以外の地域にもファンディ湾を望む景観を楽しむ観光客が訪れる。

## 行政区分
セントジョン郡には1市1村がある。また3の小教区に分かれる。

### 主な市町村
- セントジョン：ニューブランズウィック州最大の都市。